# Arrondissement Lombez
Lombez is een voormalig arrondissement in het departement Gers in de Franse regio Occitanie. Het arrondissement werd op 17 februari 1800 gevormd en op 10 september 1926 opgeheven. De vier kantons werden bij de opheffing toegevoegd aan het arrondissement Auch.

## Kantons
Het arrondissement was samengesteld uit de volgende kantons:
- kanton Cologne
- kanton L'Isle-Jourdain
- kanton Lombez
- kanton Samatan